# Iosif Bartha
Iosif Bartha (Oradea, 18 luglio 1902 – 26 ottobre 1957) è stato un calciatore rumeno, di ruolo difensore.

## Carriera

### Club
Ha sempre giocato nel campionato rumeno.

### Nazionale
Ha rappresentato la Nazionale rumena in occasione delle Olimpiadi del 1924.